# Судебный департамент при Верховном суде Российской Федерации
Судебный департамент при Верховном Суде Российской Федерации — федеральный государственный орган, осуществляющий организационное обеспечение деятельности судов России, органов судейского сообщества, финансирование мировых судей и формирование единого информационного пространства федеральных судов и мировых судей.
В систему Судебного департамента входят Судебный департамент, управления Судебного департамента в субъектах Российской Федерации, а также учреждения Судебного департамента.
Судебный департамент не осуществляет организационное обеспечение деятельности Конституционного суда Российской Федерации и Верховного суда Российской Федерации.

## История
Создание Судебного департамента при Верховном Суде Российской Федерации пришлось на время проведения в стране крупных социально-экономических преобразований. Декларация о государственном суверенитете России, принятая 12 июня 1990 года Первым Съездом народных депутатов РСФСР (с 1994 года этот день является государственным праздником Российской Федерации), провозгласила принцип разделения законодательной, исполнительной и судебной властей в качестве важнейшего принципа функционирования России как правового государства.
Однако принятие Декларации, за которой последовали акты государственного самоопределения народов других республик бывшего СССР, кардинальные и резкие изменения во всех сферах жизни (признание плюрализма форм собственности; переход к рыночным методам управления экономикой и к многопартийности в политике; признание приоритета прав человека; внедрение элементов парламентаризма как для общегосударственного, так и для местного уровня) привели не только к распаду Советского Союза, но и к угрозе потери управления страной. Появились тенденции к отказу от правового, демократического пути развития страны.
В этих непростых условиях важнейшее значение приобрела задача укрепления судебной власти. Стало очевидно, что «без сильной и независимой судебной власти не может состояться государственность России». Проблема организации деятельности судов как механизма реализации принципов самостоятельности и независимости судебной власти стала приобретать принципиальный характер.
Во исполнение решений Третьего (внеочередного) съезда народных депутатов РСФСР об укреплении судебной власти и об участии судей в реформировании судебной системы на совместной коллегии Министерства юстиции РСФСР и Президиума Верховного Суда РСФСР 11 апреля 1991 года было принято решение о проведении съезда судей Российской Федерации и о включении в повестку дня съезда вопроса «Концепция и основные правовые акты судебной реформы».
17–18 октября 1991 года состоялся I Всероссийский съезд судей, на котором выступил президент РСФСР Ельцин Б.Н., поставивший задачу создания сильной и независимой судебной власти. В принятом на съезде заявлении констатировалась необходимость утверждения судебной власти как независимой влиятельной силы, равной по своему значению и месту в обществе власти и законодательной, и исполнительной, необходимость коренного реформирования судебной системы как условия для обеспечения соответствия её международным правовым стандартам и функционирования демократического правового государства в России. Также были сформулированы концептуальные положения и основные направления судебной реформы.
24 октября 1991 года постановлением постановлением Верховного Совета РСФСР № 1801-1 Концепция судебной реформы была одобрена.
В числе приоритетных направлений реформирования в сфере отправления правосудия были признаны: утверждение судебной власти в государственном механизме как самостоятельной влиятельной силы, независимой в своей деятельности от властей законодательной и исполнительной; совершенствование системы гарантий независимости судей, создание независимой судебной власти, способной эффективно защищать права и свободы человека и гражданина.
Идея создания Судебного департамента как принципиально нового механизма организационного обеспечения судебной деятельности, направленного на реализацию принципов независимости судей и самостоятельности органов судебной власти, впервые возникла в марте 1992 года в Президиуме Совета судей Российской Федерации в ходе работы над проектом закона «О статусе судей в Российской Федерации»закона «О статусе судей в Российской Федерации».
19 января 1993 года Совет судей Российской Федерации, принимая решение о проведении II Всероссийского съезда судей, включил в его повестку дня, наряду с рассмотрением хода судебной реформы, также вопрос о принятии разработанного Советом судей Российской Федерации Положения о Судебном департаменте. Состоявшийся 29–30 июня 1993 года II Всероссийский съезд судей поддержал идею создания Судебного департамента как организационной структуры, целиком сосредоточенной на обеспечении деятельности судов. Однако предложение о подчинении этой структуры Верховному Суду Российской Федерации, что означало бы полное отделение судебной власти от исполнительной власти, необходимого большинства голосов не получило.
Новой Конституцией Российской Федерации, принятой на всенародном голосовании 12 декабря и вступившей в силу 25 декабря 1993 года, был провозглашен принцип разделения властей и, соответственно, независимости судебной власти, а также закреплены (статьёй 124) гарантии финансовой достаточности функционирования судебной системы.
Тем не менее эти государственные гарантии независимости судебной власти во многом носили декларативный характер. Для обеспечения реальной независимости судебной власти продолжало существовать препятствие, приобретавшее всё более принципиальный характер, – сохранение в сфере правосудия административного управления со стороны органа исполнительной ветви власти (причём для обозначения этой функции Минюста в отношении судов в Законе РСФСР от 8 июля 1981 г. «О судоустройстве РСФСР» даже применялся термин «организационное руководство судами»), что ставило судебную систему в зависимое положение, приводило к возможности определённого влияния на процессуальную деятельность судов.
На состоявшемся 24–25 марта 1994 года III (внеочередном) Всероссийском съезде судей идея создания Судебного департамента была поставлена в практическую плоскость в качестве первого шага к «самостоятельному функционированию судебной власти». Своим постановлением от 25 марта 1994 г. «О концепции судебной системы Российской Федерации» съезд признал необходимым учреждение в рамках Министерства юстиции Судебного департамента, единственной задачей которого должно стать ресурсное, организационное и кадровое обеспечение судов. Однако Министерство юстиции это решение III съезда судей не выполнило; более того, несмотря на недостаточное финансирование судов из бюджета, органами юстиции допускалось расходование выделенных средств на цели, не имеющие никакого отношения к судебной деятельности. Это было особо отмечено в постановлении Президиума Совета судей Российской Федерации от 26 июня 1995 года.
18 октября 1995 года Совет судей Российской Федерации единодушно пришел к выводу о целесообразности и необходимости создания Судебного департамента при Верховном Суде Российской Федерации, что было закреплено в постановлении «О признании необходимым создания Судебного департамента при Верховном Суде Российской Федерации». Это решение Совета судей Российской Федерации нашло поддержку в Верховном Суде Российской Федерации, в Совете по судебной реформе, в Государственной Думе Федерального Собрания Российской Федерации, в специальной комиссии, созданной по распоряжению Президента Российской Федерации.
Состоявшийся 16 октября 1996 года Совет судей Российской Федерации констатировал, что из-за крайне неудовлетворительного финансирования расходов, необходимых для обеспечения судебной деятельности, многие суды были вынуждены останавливать свою работу, что привело к массовому нарушению конституционного права граждан на судебную защиту. Всё более очевидной становилась необходимость создания структуры обеспечения деятельности судов, действующей на принципиально новой основе.
Следующим этапом совершенствования инфраструктуры судебной системы явилось рассмотрение вопроса о состоянии судебной системы Российской Федерации и перспективах ее развития на IV (Чрезвычайном) Всероссийском съезде судей, состоявшемся 3–5 декабря 1996 года. Съездом была поставлена задача изъятия функций по обеспечению судебной деятельности от системы органов исполнительной власти (Министерства юстиции Российской Федерации и его органов) с передачей их в систему органов, действующих при судебной системе Российской Федерации и полностью подотчетных судейскому сообществу (Судебный департамент и его органы). В соответствии с постановлением IV Всероссийского съезда судей от 4 декабря 1996 г. в Государственную Думу Федерального Собрания Российской Федерации был внесён проект федерального конституционного закона «О судебной системе Российской Федерации», который определил в том числе основные принципы обеспечения деятельности судов.
Подписанный Президентом Российской Федерации Федеральный конституционный закон от 31 декабря 1996 года № 1-ФКЗ «О судебной системе Российской Федерации» разрешил вопрос о Судебном департаменте. Статья 31 данного закона не только ввела новое понятие – Судебный департамент и нормативно закрепила место этого органа в судебной системе – при Верховном Суде Российской Федерации, но и определила его основную задачу – организационное обеспечение деятельности судов общей юрисдикции и органов судейского сообщества, предоставление в их распоряжение необходимых ресурсов.
В апреле 1997 года Совет судей Российской Федерации вновь собрался для обсуждения положения дел с финансирование федеральных судов России. Своим постановлением от 4 апреля 1997 г. Совет судей России постановил просить Председателя Верховного Суда Российской Федерации Лебедева В.М. в кратчайшие сроки выйти с законодательной инициативой в законодательный орган России с проектом закона «О судебном департаменте».
8 апреля 1997 года состоялся Пленум Верховного Суда Российской Федерации, принявший постановление от 8 апреля 1997 г. № 5 «О внесении в Государственную Думу Федерального Собрания Российской Федерации в порядке осуществления законодательной инициативы проекта Федерального закона "О Судебном департаменте при Верховном Суде Российской Федерации и входящих в его систему органах"». Данный законопроект был принят постановлением Государственной Думы Федерального Собрания Российской Федерации от 19 декабря 1997 г. № 2010-II ГД и одобрен постановлением Совета Федерации Федерального Собрания Российской Федерации от 24 декабря 1997 г. № 445-СФ.
В первые дни 1998 года Федеральный закон от 8 января 1998 г. № 7-ФЗ «О Судебном департаменте при Верховном Суде Российской Федерации» был подписан Президентом Российской Федерации.
С принятием Федерального закона от 8 января 1998 г. № 7-ФЗ «О Судебном департаменте при Верховном Суде Российской Федерации» завершилось создание принципиально новой системы организационного обеспечения системы судов общей юрисдикции, ставшей основой для практической реализации конституционных принципов разделения государственной власти на законодательную, исполнительную и судебную, независимости и самостоятельности судебной власти.
Судебный департамент при Верховном Суде Российской Федерации, органы Судебного департамента в субъектах Российской Федерации, а также администраторы судов, ставшие «полномочными представителями» Судебного департамента в судебной системе, и созданное в 2012 году учреждение Судебного департамента приняли на себя широкий круг обязанностей по организационному, информационному, кадровому, финансовому, материально-техническому обеспечению деятельности судов общей юрисдикции и тем самым освободили председателей судов от несвойственных им административно-хозяйственных функций, не имеющих непосредственного отношения к их основной функции – отправлении правосудия.
Важнейшей нормой, закреплённой Федеральным законом от 8 января 1998 г. № 7-ФЗ «О Судебном департаменте при Верховном Суде Российской Федерации», является положение статьи 4, согласно которому Судебный департамент, его органы и учреждения призваны способствовать укреплению самостоятельности судов, независимости судей и не вправе вмешиваться в осуществление правосудия.
Принцип невмешательства Судебного департамента в осуществление правосудия неукоснительно соблюдается в ходе организационного обеспечения деятельности судов.

## Полномочия
Полномочия Судебного департамента направлены на создание условий для обеспечение доступности правосудия для граждан, укрепление самостоятельности судов и независимости судей.
Судебный департамент осуществляет:
- организационное обеспечение (мероприятия кадрового, финансового, материально-технического, информационного и иного характера) деятельности:
  - кассационных судов общей юрисдикции, апелляционных судов общей юрисдикции, кассационного военного суда, апелляционного военного суда, верховных судов республик, краевых и областных судов, судов городов федерального значения, судов автономной области и автономных округов;
  - арбитражных судов округов, арбитражных апелляционных судов, арбитражных судов республик, краев, областей, городов федерального значения, автономной области, автономных округов;
  - районных, городских и межрайонных судов, окружных (флотских) военных судов, гарнизонных военных судов, специализированных федеральных судов;
  - органов судейского сообщества (советов судей, квалификационных коллегий судей, экзаменационных комиссий по приему квалификационного экзамена на должность судьи);

- финансирование мировых судей;
- формирование единого информационного пространства федеральных судов и мировых судей;
- материальное и социальное обеспечение судей, которые назначены (избраны) от Российской Федерации в Суд Евразийского экономического союза, Экономический суд Содружества Независимых Государств и полномочия которых прекращены, в части выплаты выходного пособия, ежемесячного пожизненного содержания, компенсации на приобретение проездных документов на все виды общественного транспорта городского, пригородного и местного сообщения, предоставления медицинской помощи и санаторно-курортного лечения, а также предоставление иных гарантий, предусмотренных законодательством Российской Федерации и международными договорами Российской Федерации с учетом положений законодательства Российской Федерации, определяющего порядок исчисления стажа работы в должности судьи.

## Руководство
Генеральный директор Судебного департамента: 
- назначается на должность и освобождается от должности Председателем Верховного Суда Российской Федерации с согласия Совета судей Российской Федерации;
- возглавляет Судебный департамент;
- является председателем коллегии Судебного департамента при Верховном Суде Российской Федерации;
- распределяет обязанности между своими заместителями;
- руководит деятельностью Судебного департамента, органов и учреждений Судебного департамента;
- несёт персональную ответственность за выполнение задач, возложенных на Судебный департамент.

Полномочия Генерального директора определены статьёй 10 Федерального закона от 8 января 1998 г. № 7-ФЗ «О Судебном департаменте при Верховном Суде Российской Федерации».
Первый Генеральный директор Чернявский Валентин Семёнович. 
Генеральный директор Иванов Владислав Анатольевич, назначен с 28 мая 2024 года приказом председателя Верховного суда Российской Федерации №2 КД/245 от 27.05.2024г.  Подносовой Ирины Леонидовны 

## Система Судебного департамента
Систему Судебного департамента образуют территориальные органы (управления), создаваемые им учреждения и он сам.

### Центральный аппарат
- Главное управление организационно-правового обеспечения деятельности судов
- Главное финансово-экономическое управление
- Управление по обеспечению деятельности арбитражных и специализированных судов
- Управление государственной службы и кадрового обеспечения
- Контрольно-ревизионное управление
- Управление делами
- Управление капитального строительства, эксплуатации зданий и сооружений
- Управление обеспечения деятельности органов судейского сообщества
- Управление социальной защиты судей и государственных служащих
- Административно-хозяйственное управление
- Управление информатизации
- Управление по вопросам противодействия коррупции
- Отдел учебных и образовательных учреждений
- Юридический отдел
- Первый (режимно-секретный) отдел

### Учреждения Судебного департамента
Федеральное государственное бюджетное учреждение «Информационно-аналитический центр поддержки ГАС «Правосудие».

## Скандалы
- В 2015 году Росфиннадзор направил в Следственный комитет Российской Федерации материалы проверки, в ходе которой были выявлены нарушения при оплате за счет бюджета лифтов и ремонта[5].
- В 2014—2015 гг. арестован начальник управления в г. Москве Липезин. По версии следствия, он содействовал подделке руководством ООО «Рубикон» документов для Верховного суда Российской Федерации об оплате услуг переводчиков. В результате мошеннических действий из бюджета РФ похищено более 300 миллионов рублей[6].